# Laetia thamnia
Laetia thamnia är en videväxtart som beskrevs av Carl von Linné. Laetia thamnia ingår i släktet Laetia och familjen videväxter. Inga underarter finns listade i Catalogue of Life.